# Klarinettenquartett Cl-4
Das Klarinettenquartett Cl-4  war ein deutsches Klarinettenquartett, das von 1985 bis 1988 bestand.  Die Gruppe integrierte  Elemente  des Jazz, der Folklore und der europäischen Konzertmusik in ihre Musik, ohne dabei dem Third Stream angehören zu wollen.

## Entstehung und Musik
Nach einem Treffen der International Clarinet Society in London 1984, wo die Klarinettisten Theo Jörgensmann und Kühr ihrem Kollegen Lajos Dudas begegneten, entstand die Idee ein Klarinettenquartett zu gründen. Ein halbes Jahr später kam dann als vierter Musiker, der Wanne-Eickeler Bassklarinettist Eckard Koltermann hinzu, der schon mit Jörgensmann im German Clarinet Duo zusammenarbeitete. Die Musik des Quartetts, das im Laufe der Zeit mehrfach die Besetzung veränderte, beschritt neue ästhetische und künstlerisch-autonome Wege.

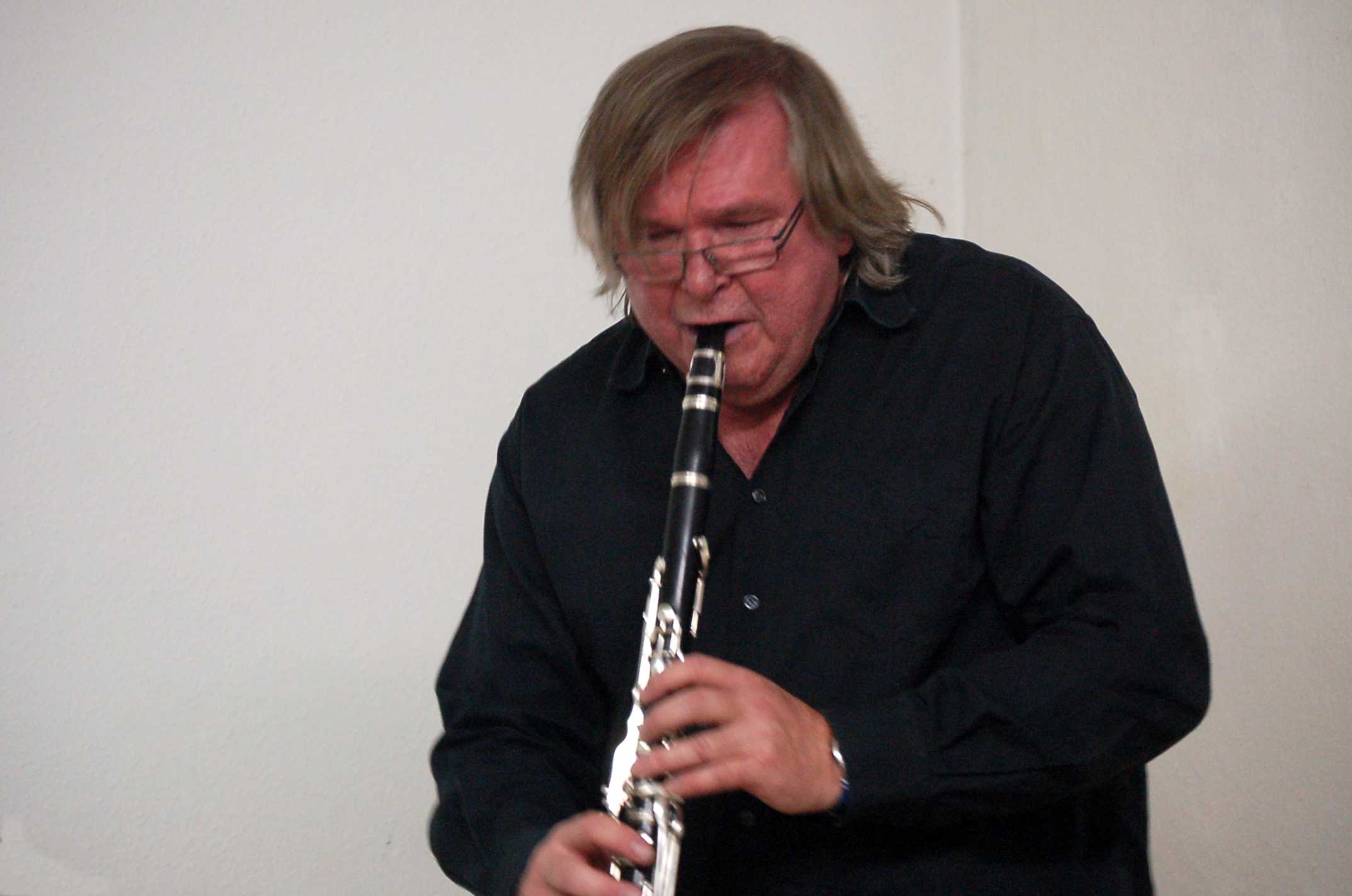
Theo Jörgensmann, 2009

In dieser Gruppe wurde nicht nur ein damals im Jazz noch weitgehend vernachlässigtes Instrument (Klarinette) besonders herausgestellt, sondern vor allem die gelungene Zusammenarbeit von Musikern aus unterschiedlichen Lagern. So kamen Jörgensmann, Dudas und Koltermann vom Jazz bzw. der freien Improvisation, während Dieter Kühr als klassischer Musiker nur über wenig Improvisationserfahrung verfügte. Die reichen Möglichkeiten der Klarinette wurden in dieser Gruppe vielfältig umgesetzt. In der Musik von Cl-4 findet man eine Vielfalt an Phrasierungstechniken, arrangierte und improvisierte Kontrapunktik sowie Aufschichtung von Klangfarben über mehrere Oktaven.  Der Gruppe gelang damit eine erfolgreiche Synthese aus den sich scheinbar widersprechenden Musizierauffassungen von Klassik und Improvisation.
Diese neue musikalische Konzeption wurde in der damaligen Zeit von den verschiedenen Lagern (Jazz, Klassik) nicht nur vorurteilsfrei aufgenommen. Das geht aus einem Brief des Goethe-Instituts hervor, der auf dem Plattencover der zweiten LP „Seltsam ist Phropheten Lied, doppelt seltsam, was geschieht“ – ein Goethe-Zitat – veröffentlicht ist. In diesem Brief steht, dass es dem Goethe-Institut nicht gelungen ist, trotz einer ausdrücklichen Empfehlung des Programmbeirates, die Musik des Quartetts seinen Partnern in den verschiedenen Ländern näher zu bringen.
Die Cl-4 LP Alte und neue Wege wurde von dem US-amerikanischen Jazzmagazin Downbeat mit vier Sternen bewertet.

## Projekte
1987 arbeitete Cl-4 mit dem Zelt Ensemble Theater von Crescentia Dünßer und Otto Kukla in etwa 100 Aufführungen der Produktion Figaro + Co an verschiedenen Orten zusammen.
Zum Zelt Ensemble Theater gehörten damals u. a. die Schauspieler Ulrich Noethen und Alexander Lutz. Die Regie führte Robert Giggenbach gemeinsam mit dem Ensemble.
Das Klarinettenquartett spielte in dieser Produktion Musik von Mozart, Manfred Schulze und Eckard Koltermann.
Das Ensemble trat u. a. auch eine Woche im Rahmen der Salzburger Festspiele auf.
Über diese Veranstaltung drehte das ORF-Fernsehen einen Dokumentarfilm.

## Diskografie
- Eckard Koltermann & Kollegas Umtriebe (AufRuhr Records, 1985)
- Cl-4 Alte und neue Wege  (Konnex Records, 1986)
- Cl-4 Seltsam ist Propheten Lied (Konnex Records, 1987)
- Lajos Dudas Music for Clarinet (Compilation, Pannon Classic, 1997)